# 位格合一
位格合一是基督教神学中的一个观点，其被主流基督论所采纳，并用来表述基督人性和神性在同一位格具有统一性。
在以弗所公会议上，这一教条得到了承认，教会还强调了它的重要性，根据逻各斯观点，他们宣称基督的人性和神性被统一化。